# Будинок губернського правління
Будинок губернського правління — будівля присутніх місць на північному сході Красної площі в Москві. З катерининського часу до адміністративних реформ Олександра II у будівлі розташовувалися шестиголосна дума і губернські установи Московської губернії.
Будівля, що виходить до Воскресенських воріт Китайгородської стіни, збудована в правління Анни Іоанівни як новий (західний) корпус Китайгородського монетного двору. Згідно з проєктом Петра Фрідріха Гейдена, його стіни декоровані плоскими ризалітами, пілястрами, карнизом у стилі бароко.
За Катерини II у цьому корпусі за проєктом Матвія Казакова обладнано парадний зал губернських присутніх місць з ліпним оздобленням у стилі класицизму. Над залом, де засідала шестиголосна дума, в 1806 надбудована характерна ратушна вежа, що фактично слугувала пожежною каланчею.
Наприкінці ХІХ століття до будинку губернського правління з півдня прибудовано будинок Московської міської думи. Спочатку передбачалося будувати його на Красній площі, на фундаментах старої будівлі. Каланча, що повторювала своїми контурами вежу Головної аптеки на другому боці провулка, була знесена на початку 1930-х після знесення Воскресенських воріт.
Будівля, що оформляє зі сходу парадний вхід на Красну площу, є культурною пам'яткою федерального значення і перебуває в розпорядженні Державного історичного музею. Здається у найм комерційним організаціям (зокрема, під ювелірний магазин).

## Галерея

Будинок губернського правління на фотографіях та картинах різної години
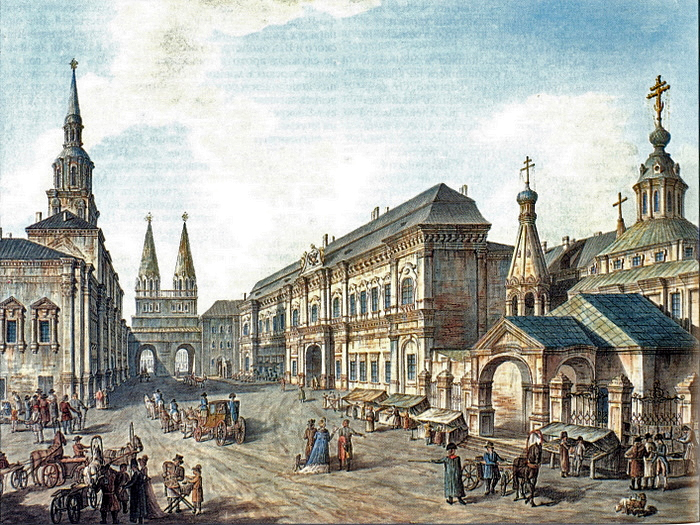
Акварель майстерні Ф. Алексєєва. 1800—1802
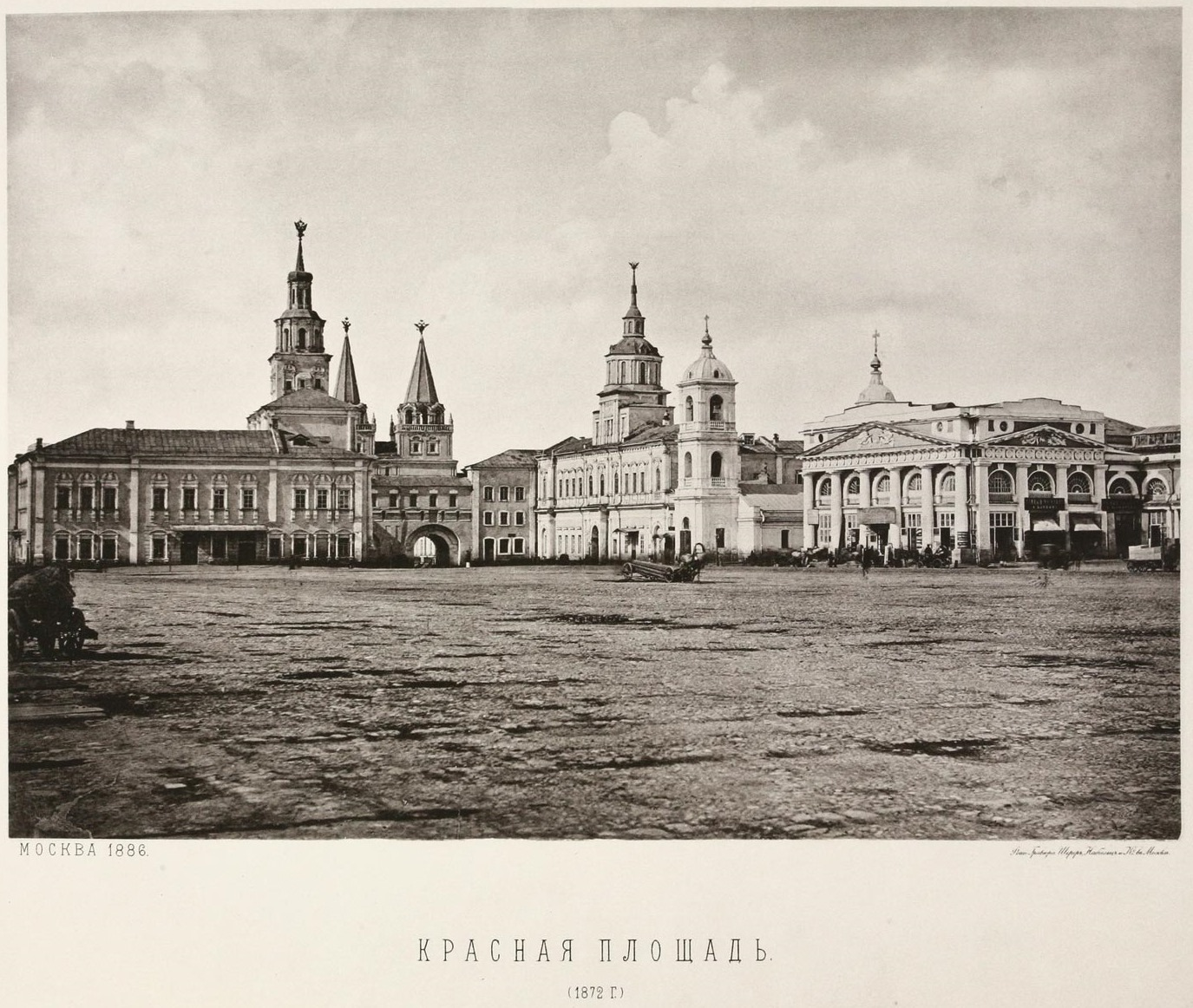
Світлина початку 1870-х.
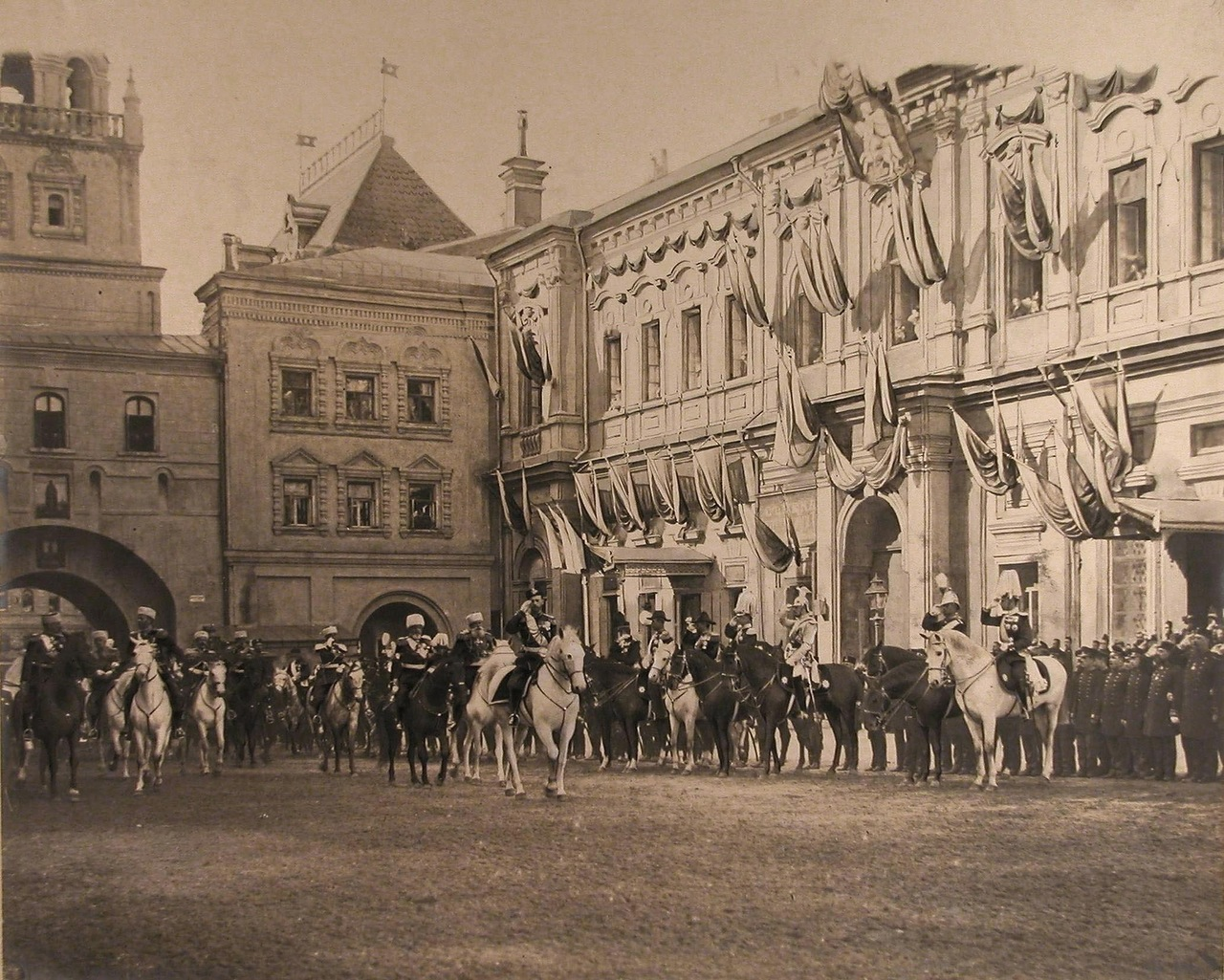
Коронація Миколи II, 26 травня 1896